# قزل-سنگیر (شهرستان اوزکند)
قزل-سنگیر (به لاتین: Kyzyl-Sengir) یک منطقهٔ مسکونی در قرقیزستان است که در شهرستان اوزکند واقع شده‌است. قزل-سنگیر ۳٬۷۸۲ نفر جمعیت دارد و ۹۵۷ متر بالاتر از سطح دریا واقع شده‌است.